# Тастыозек (Костанайская область)
Тастыозек (каз. Тастыөзек) — упразднённое село в Карабалыкском районе Костанайской области Казахстана. Исключено из учётных данных в 2023 году. Входило в состав Бурлинского сельского округа. Находится примерно в 42 км к югу от районного центра, посёлка Карабалык. Код КАТО — 395037400.
В 3 км к западу находится озеро Жарсор.

## Население
В 1999 году население села составляло 345 человек (166 мужчин и 179 женщин). По данным переписи 2009 года, в селе проживало 177 человек (84 мужчины и 93 женщины).